# 博尼费斯·穆切鲁·土木提
博尼费斯·穆切鲁·土木提（Boniface Mucheru Tumuti，1992年5月2日—）是一名肯尼亚短跑和跨栏运动员。参加过2012年奥运会男子400米栏，以47.78秒的成绩获得2016年奥运会400米栏银牌。

## 外部連結
- 博尼费斯·穆切鲁·土木提在的頁面